# Alexandr Myzguin
Alexandr Mijailovich Myzguin –en ruso, Александр Михайлович Мызгин– (Gómel, URSS, 22 de abril de 1965) es un deportista soviético que compitió en piragüismo en la modalidad de aguas tranquilas. Ganó tres medallas en el Campeonato Mundial de Piragüismo entre los años 1985 y 1990.

## Palmarés internacional
| Campeonato Mundial | Campeonato Mundial | Campeonato Mundial | Campeonato Mundial |
| Año                | Lugar              | Medalla            | Competición        |
| ------------------ | ------------------ | ------------------ | ------------------ |
| 1985               | Malinas (Bélgica)  | Medalla de plata   | K4 1000 m          |
| 1989               | Plovdiv (Bulgaria) | Medalla de oro     | K4 10 000 m        |
| 1990               | Poznań (Polonia)   | Medalla de oro     | K4 10 000 m        |